# Kampf um Höhe 60 (Gallipoli)
Marineoperationen – Arıburnu – Kap Helles – Krithia I – Krithia II – Krithia III – Zığındere – Sarı Baır – Kirte Bağları – Kanlısırt – Anafartalar – Anafarta – Kılıçbayır – Chunuk Bair – Scimitar Hill – Höhe 60
Der Kampf um Höhe 60 war der letzte größere Angriff der Briten in der Schlacht von Gallipoli. Er wurde am 21. August 1915 begonnen, zeitgleich mit dem Angriff auf Scimitar Hill, das von der Suvla-Front aus von General Frederick Stopfords IX. Korps angegriffen wurde.
Höhe 60, türkisch Kayacık Ağılı oder Bomba Tepe, ist eine kleine, 60 Meter hohe Bergkuppe am nördlichen Ende des Sari-Bair-Höhenzugs, der das Gelände der Landezone bei Suvla beherrscht. Die Einnahme dieser beiden Anhöhen, Höhe 60 und Scimitar Hill, hätte einen Schulterschluss der Truppen in der Anzac-Bucht und bei Suvla ermöglicht.

## Die Lage
Das Ziel der Schlacht von Sarı Bayır, die in der Nacht zum 6. August begann, waren die Höhe 971 und der Chunuk Bair gewesen. Dieser Gipfel konnte tatsächlich durch die neuseeländische Infanterie erobert werden, musste aber nach einem erfolgreichen türkischen Gegenangriff wieder aufgegeben werden. Der Angriff auf Höhe 971 kam nie zustande, da die Angreifer sich verirrt hatten und von den türkischen Verteidigern niedergehalten werden konnten.
Nachdem die größeren Schlachten verloren waren, konzentrierten sich die britischen Befehlshaber darauf, ihre mageren Erfolge zu konsolidieren. Da Höhe 971 nun außer Reichweite lag, erschien stattdessen Höhe 60 als erreichbares Ziel. Die Angreifer gehörten vor allem zu General John Monashs 4. australischer Infanteriebrigade, die auch die Speerspitze des Angriffs auf Höhe 971 gebildet hatte und nun Stellungen in einer Wasserrinne bezogen hatte, die zur Höhe 60 führt und heute als Australia Valley bekannt ist. Ebenfalls involviert waren die Reste der 29. indischen Brigade, zwei Regimenter der New Zealand Mounted Rifles und drei britische New-Army-Bataillone. Alle Einheiten kämpften weit unter ihrer normalen Personalstärke; viele Soldaten litten unter Dysenterie.

## Das Gefecht
Am Nachmittag des 21. August unternahmen das australische 13. und 14. Bataillon den ersten Angriff. Ohne effektive Artillerieunterstützung, unter feindlichem Beschuss von Höhe 60 und der benachbarten Höhe 100 wurde die Infanterie dezimiert. Das trockene Gestrüpp fing Feuer und verbrannte viele der dort liegenden verwundeten Soldaten. Bei Einbruch der Nacht war es der indischen Brigade gelungen, sich am Fuß des Hügels festzuklammern.
Am 22. August wurden die Angreifer durch das australische 18. Bataillon verstärkt, das zur frisch angekommenen 2. australischen Division gehörte. Die Männer waren im Gegensatz zu den 'langgedienten' Truppen frisch und ausgeruht, aber unerfahren und – auch nach Gallipoli-Maßstäben – schlecht ausgerüstet. Sie führten einen Angriff mit aufgepflanzten Bajonetten und verloren dabei 383 Mann.
Am 27. August wurde der Angriff wieder aufgenommen und es gelang den Alliierten auch, sich weiter die Böschung hinaufzuarbeiten, aber der Gipfel lag noch immer in türkischer Hand. Zur Verstärkung der Angreifer wurden nun auch die Australier von der 3. leichten Kavalleriebrigade, die schon am Nek gekämpft hatten, in die Schlacht geworfen. Am 28. August gelang es ihnen, einige türkische Gräben auf dem Gipfel zu erobern, aber die Türken konnten sich an der wichtigen Nordseite, die Suvla beherrschte, halten.
Die Angriffe und Gegenangriffe dauerten bis zum 29. August an, als die Offensive schließlich abgebrochen wurde.

## Nachwirkungen
In den letzten Zügen des Kampfes um Höhe 60 erwarb sich Leutnant Hugo Throssell von der australischen 10. leichten Kavallerie (10th Light Horse Regiment) das Viktoriakreuz.
Die alliierten Verluste während der acht Tage dauernden Kämpfe betrugen 2500 Mann. Das australische 18. Bataillon war in seinem ersten Einsatz innerhalb eines Zeitraums von weniger als zwei Wochen auf ein Drittel seiner ursprünglichen Stärke reduziert worden.